# Syndikalismus
Syndikalismus ist eine Weiterentwicklung des Gewerkschafts-Sozialismus, die von dem französischen Anarchisten Pierre-Joseph Proudhon begründet wurde. Der Syndikalismus propagiert die Aneignung von Produktionsmitteln durch die Gewerkschaften, die dann auch an Stelle politischer Stellvertreter die Verwaltung organisieren. Dabei bilden Streik, Boykott und Sabotage die Mittel der Syndikalisten; parlamentarische Bestrebungen werden abgelehnt.

## Idee
Die nach föderalistischen Prinzipien aufgebaute Gewerkschaft solle mittels eines Generalstreiks die Produktionsmittel in die Obhut der Arbeiterschaft führen. Der Zusammenschluss (Syndikat) der Produktionseinheiten bilde die ökonomische Basis einer neuen Gesellschaft in Selbstverwaltung. Der bedeutendste Ideengeber und Vertreter der syndikalistischen Arbeiterbewegung fand sich in der Person von Fernand Pelloutier. Ein wichtiges strukturbildendes Element stellte die Arbeiterbörse dar.
Der Syndikalismus war Anfang des 20. Jahrhunderts besonders in Frankreich in Gewerkschaftskreisen verbreitet, etwa in Form der Charta von Amiens von 1906, wurde jedoch nach Ende des Ersten Weltkrieges von marxistischen Strömungen (vor allem dem Kommunismus) verdrängt und zudem vom Faschismus bekämpft. Nach dem Ende des Spanischen Bürgerkriegs 1939 war der Syndikalismus praktisch verschwunden.
Erweitert und im Wesenskern ergänzt um weltanschauliche und philosophische Elemente des Anarchismus formte sich der Anarchosyndikalismus. In Spanien erreichte die anarchosyndikalistische Gewerkschaft Confederación Nacional del Trabajo (CNT) im ersten Drittel des 20. Jahrhunderts eine breite Anhängerschaft von etwa zwei Millionen Mitgliedern und gehörte zu den bedeutenden Faktoren der spanischen Politik. Die CNT sympathisierte zeitweise mit der Russischen Revolution und trat 1919 der III. Internationale (Komintern) bei. Nach 1921 vertrat jedoch nur noch eine Minderheit der kommunistischen Syndikalisten die Verbindung mit der Russischen Revolution, auch international dominierte Kritik gegenüber dem sich autoritär entwickelnden Sowjetstaat. In Deutschland trennten sich um 1921 die sich anfangs noch stark überlappenden Milieus syndikalistischer und kommunistischer Gewerkschaften. Konsequenterweise gründete sich 1922 ein eigener internationaler Zusammenschluss anarcho-syndikalistischer Gewerkschaften, die Internationale ArbeiterInnen-Assoziation (IAA).

## Syndikalismus in Deutschland
Die Geschichte in Deutschland wurde zunächst durch den Begriff des „Lokalismus“ geprägt. Dieser bezeichnet dabei gleichzeitig die Herkunft und die Motivation der (anarcho-)syndikalistischen Bewegung. Sie entstammte der Sozialdemokratie und wandte sich im Zuge der Verhältnisse unter den sogenannten „Sozialistengesetzen“ (1878–1890) einem föderalistischen Gewerkschaftsmodell zu, in welchem die Ortsvereine Souverän ihrer Entscheidungen blieben und sich keiner Zentralinstanz unterordnen mussten. Das lag darin begründet, dass die regionalen Vereinsgesetze oftmals nur lokale Vereinigungen zuließen, und zum anderen daran, dass die „Lokalisten“ die zentralistische Organisationsform als anfälliger für Repressions- und Korruptionsmaßnahmen ansahen. Des Weiteren kritisierten sie die Tendenz, die Aufgaben der Gewerkschaften lediglich auf die Tagesfragen nach höheren Löhnen und besseren Arbeitsbedingungen festzulegen. Der Klassenkampf der Arbeiterklasse solle nicht die alleinige Aufgabe der sozialdemokratischen Partei sein. Hier lag der Keim für die weitere Ausformung des (Anarcho-)Syndikalismus begründet, die Gewerkschaften gleichermaßen als ökonomische, politische und kulturelle Bewegung anzusehen und auszurichten.

## Die Organisation der Lokalisten
Nach dem Ende der „Sozialistengesetze“ im Jahre 1890 und weiteren Zentralisierungstendenzen auf dem Kongress von Halberstadt 1892 entstand innerhalb der sozialdemokratischen Gewerkschaftsbewegung eine Opposition zur „Generalkommission für die Zentralverbände“, welche sich dieser Entwicklung verweigerte und sich auf Reichsebene im Jahre 1897 als „Vertrauensmänner-Zentralisation Deutschlands“ bzw. „Zusammenschluss der lokalorganisierten oder auf Grund des Vertrauensmännersystems zentralisierten Gewerkschaften Deutschlands“ organisierte. Bis zum Kriegsausbruch im Jahre 1914 hielt die 1901 in „Freie Vereinigung deutscher Gewerkschaften“ (FVDG) umbenannte Organisation 11 Reichskongresse ab. Besonderen Anklang fand sie bei den Berufsvereinigungen der Bauarbeiter mit Zentrum in Berlin. Insgesamt vereinigte sie bis zum Ersten Weltkrieg bis zu 20.000 Mitglieder. Die organisatorischen Köpfe fanden sich in Fritz Kater, Gustav Keßler, Andreas Kleinlein und Carl Thieme, welche sowohl die Geschäftskommission stellten, als auch seit 1897 für das zentrale Organ Die Einigkeit verantwortlich waren, welches in einer Auflage von 10.000 zweiwöchentlich erschien. Außerdem war Fritz Kater Verleger und Herausgeber der Zeitschrift Der Syndikalist.

## Vom Lokalismus zum Syndikalismus
Um die Jahrhundertwende bestand die Bewegung aus revolutionären Sozialdemokraten und Parteimitgliedern, doch ging die Partei in den Jahren ab 1902 verstärkt dazu über, die lokalistische Bewegung und ihr Programm der „Propaganda für die Idee des Massen- resp. Generalstreiks“ offensiv zu bekämpfen, bis die Parteitage der Jahre 1906 bis 1908 den Ausschluss der dort als „Anarcho-Sozialisten“ betitelten lokalorganisierten Mitglieder thematisierte. Diese bezeichneten sich gemäß ihrer programmatischen Ausformung selber immer häufiger als „Syndikalisten“. Ihre Entwicklung wurde weiterhin maßgeblich durch die Schriften von Fernand Pelloutier (Anarchismus und Gewerkschaften), Arnold Roller (d. i. Siegfried Nacht: Der soziale Generalstreik) und vom Konzept der französischen „bourses du travail“, den sogenannten „Arbeiterbörsen“, geprägt. Im Jahre 1908 fasste die SPD auf ihrem Parteitag in Nürnberg einen Unvereinbarkeitsbeschluss mit den lokalorganisierten Gewerkschaften, woraufhin nur etwa 8.000 der insgesamt ca. 16.000 Mitglieder in der FVDG verblieben.

## Die weitere programmatische Ausrichtung des Syndikalismus
Diese prägten fortan den Begriff „Syndikalismus“ in Deutschland und darüber hinaus und gaben sich im Jahre 1911 das Programm „Was wollen die Syndikalisten?“. Das ideelle Fundament speiste sich zusätzlich vornehmlich aus den Schriften Peter Kropotkins und trug die Bezeichnung „Kommunistischer Anarchismus“. Die Syndikalisten der FVDG setzten sich nicht nur für bessere Lohn- und Arbeitsverhältnisse ein, sondern auch für die Abschaffung des kapitalistischen Wirtschaftssystems zugunsten einer „freien und von der Arbeiterschaft selbst verwalteten Gesellschaftsform“. Dieser „Umformungsprozess“ sollte durch einen Generalstreik eingeleitet werden, in dessen Folge die bislang profitorientierte Produktion zugunsten einer bedürfnisorientierten und solidarischen Wirtschaftsweise umgestellt werden sollte. Die Aufgaben der Bedarfsermittlung, der Verteilung der Produkte, aber generell auch der kulturellen Belange und die der Bildung und Erziehung sollten den Arbeiterbörsen vorbehalten bleiben, in welchen die einzelnen Berufsverbände sowie die außerberuflichen syndikalistischen Vereinigungen zusammengefasst wurden. Dieses Konzept wurde im Wesentlichen formuliert in der Prinzipienerklärung des Syndikalismus von Rudolf Rocker im Jahre 1919 und 1922 von der „Studienkommission der Berliner Arbeiterbörsen“, ausführlicher präzisiert in der Schrift Die Arbeiterbörsen des Syndikalismus. Abgesehen von diesem Kernbereich wendeten sich die Syndikalisten auch gegen alle materiellen und ideologischen Bestrebungen, welche ihrer Auffassung nach einer Forcierung des Klassenkampfes zuwiderliefen, beispielsweise den Nationalismus, den Militarismus und das Kirchenwesen.

## Der Syndikalismus zur Zeit des Ersten Weltkriegs in Deutschland
Infolge ihres Charakters wurde die FVDG mitsamt ihrer Presse (Die Einigkeit und Der Pionier) zu Kriegsbeginn im Jahre 1914 verboten, während die SPD und die Zentralgewerkschaften mit der deutschen Regierung den „Burgfrieden“ schlossen und begünstigt wurden. So mussten beispielsweise die Redakteure vieler SPD-Organe nicht zum Militärdienst antreten. Im Gegensatz zu diesen wurden viele Syndikalisten verhaftet, die öffentlich gegen den Krieg eintraten. Zudem wurden viele Aktivisten der FVDG zum Militärdienst eingezogen, so dass die bloße Aufrechterhaltung der Organisation oberste Priorität erlangte. Dazu gab die Geschäftskommission während der Kriegsjahre zwei Organe heraus, welche nach kurzer Zeit verboten wurden: Das Mitteilungsblatt der Geschäftskommission der Freien Vereinigung deutscher Gewerkschaften (1914–1915) und das Rundschreiben an die Vorstände und Mitglieder aller der Freien Vereinigung deutscher Gewerkschaften angeschlossenen Vereine (1915–1917).

## Syndikalismus und Anarcho-Syndikalismus in Deutschland nach dem Ersten Weltkrieg
Mit dem Ende des Krieges konnte sich die FVDG neu formieren und viele von der Sozialdemokratie enttäuschte Arbeiter ansprechen. Bis 1919 schlossen sich schon etwa 60.000 Mitglieder an. Auf ihrem ersten Nachkriegskongress Ende 1919 vereinigten sich unter dem Programm der genannten Prinzipienerklärung des Syndikalismus in der in „Freie Arbeiter-Union Deutschlands“ (FAUD) umbenannten Organisation bereits über 111.000 Syndikalisten aus dem gesamten Reichsgebiet mit regionalen Schwerpunkten in fast allen größeren Städten, besonders aber im Rheinland, im Ruhrgebiet, in Schlesien und in Berlin. Ortsvereine entstanden vor allem dort, wo die Industrialisierung einsetzte, und zudem zentralgewerkschaftliche Organisationen noch nicht Fuß gefasst hatten, so auch in vielen Kleinstädten und Dörfern. Lag der Branchenschwerpunkt während der Kaiserzeit bei den Bauarbeitern, so kamen jetzt vor allem Metallarbeiter und Bergarbeiter zu zehntausenden hinzu. Auch in der Holz-, der chemischen- und Verkehrsindustrie wuchsen mancherorts starke syndikalistische Organisationen heran. Die FVDG war eine originäre proletarische Organisation. Intellektuelle bildeten auch auf Funktionärsebene eine seltene Randerscheinung. Begrifflich änderte sich 1919 der Organisationsname zugunsten des Elements „Union“, womit den seit Anfang des 20. Jahrhunderts veränderten Produktionsprozessen Rechnung getragen wurde. Die Mitglieder sollten nicht mehr nur nach speziellen Berufsgruppen organisiert, sondern möglichst nach Industriebereichen zusammengefasst werden, um ihre Schlagkraft am Ort zu erhöhen. Zudem änderte sich im Jahre 1921 per Kongressbeschluss die offizielle Bezeichnung „FAUD (Syndikalisten)“ in das bis 1933 gültige „FAUD (Anarcho-Syndikalisten)“, womit das kommunistisch-anarchistische Fundament verdeutlicht wurde. Dennoch wurden die Begriffe „Syndikalismus“ und „Anarcho-Syndikalismus“ in Deutschland sowohl von Zeitgenossen als auch in der Forschung auch synonym verwendet, da sich außerhalb des Anarcho-Syndikalismus keine rein syndikalistische Organisation definieren konnte. Nahestehende Zusammenschlüsse, wie beispielsweise die „Arbeiter-Unionen“ oder die „Föderation Kommunistischer Anarchisten Deutschlands“ und der Syndikalistische Frauenbund, orientierten sich rein unionistisch oder anarchistisch.

## Die Internationale Arbeiter-Assoziation (IAA)
Der Syndikalismus in Deutschland, wenngleich zahlenmäßig nicht größer als etwa 150.000 im Jahre 1922, hatte bedeutenden theoretischen und organisatorischen Einfluss auf die internationale syndikalistische Arbeiterbewegung. Im gleichen Jahr wurde in Berlin in Bezugnahme zur „Ersten Internationale“ von 1864 die „Internationale Arbeiter-Assoziation“ (heute Internationale ArbeiterInnen-Assoziation) nach anarchosyndikalistischen Vorstellungen neu gegründet. Rudolf Rocker verfasste die Prinzipienerklärung und stellte zusammen mit Augustin Souchy und Alexander Schapiro bis 1933 das Sekretariat in Berlin. Die IAA vereinigte zeitweilig bis zu zwei Millionen Mitglieder. Ihre stärksten Sektionen hat sie in Europa und Südamerika. Die IAA vertritt den Standpunkt, dass der Begriff „Syndikalismus“ alleine nicht genüge.

## Syndikalismus: Zum Gebrauch des Begriffs
Tatsächlich versuchten autoritär-kommunistische und faschistische Kräfte vor allem in Frankreich, Italien und Spanien den Begriff für ihre Ziele in Anspruch zu nehmen (z. B. Nationalsyndikalisten wie Ramiro Ledesma in der Falange). Gegenüber diesen nationalistischen Ausprägungen mit Bezug auf Georges Sorel muss betont werden, dass sich die internationale syndikalistische Arbeiterbewegung bewusst an den Ideen und Methoden des Anarcho-Syndikalismus Proudhons orientierte, wie er sich auch in Deutschland, allerdings in geringer Bedeutung, formierte. Entgegen mancher Auffassung spielte Georges Sorel für die syndikalistische Arbeiterbewegung in Deutschland keine und in vielen anderen Ländern, wenn überhaupt, nur eine untergeordnete Rolle. In Italien hingegen übte Sorel einen großen Einfluss aus. Benito Mussolini bekannte sich offen zu Sorel und erklärte, dass er von Sorel stark geprägt worden sei. Was die Konkretisierung des Begriffs „Syndikalismus“ dennoch gerade im internationalen Zusammenhang notwendig macht, ist die einfache Tatsache, dass der Begriff von Land zu Land eine andere Bedeutung hat. Er stammt aus dem Französischen von „syndicat“ und bezeichnet in den romanischsprachigen Ländern zunächst einmal lediglich einen weitgehend unbestimmten Gewerkschaftsbegriff. Zur Unterscheidung von sozialpartnerschaftlichen Gewerkschaften wird auch der wenig geeignete, weil inhaltlich nur mäßig bestimmte und ungenaue Begriff „revolutionärer Syndikalismus“ verwendet.